# درو فولر
درو فولر (انگلیسی: Drew Fuller؛ زاده ۱۹ مهٔ ۱۹۸۰) یک هنرپیشه اهل ایالات متحده آمریکا است. وی از سال ۱۹۹۹ میلادی تاکنون مشغول فعالیت بوده‌است.

## گزیده فیلمشناسی
از فیلم‌ها یا برنامه‌های تلویزیونی که وی در آن نقش داشته‌است می‌توان به آثار زیر اشاره کرد.
- او. سی (۲۰۰۳)
- افسون‌شده (۲۰۰۳–۲۰۰۶)
- هدیه نهایی (۲۰۰۶)
- بلندپروازی بلوند (۲۰۰۷)
- ان‌سی‌آی‌اس: لس آنجلس (۲۰۱۱)